# Claudio Burlando

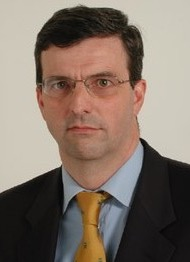
Claudio Burlando

Claudio Burlando (* 27. April 1954 in Genua) ist ein italienischer Politiker (PCI, (P)DS, PD). Er war 1992–93 Bürgermeister von Genua, 1996–98 Verkehrsminister von Italien und 2005–15 Präsident der Region Ligurien.

## Leben
Nachdem er sich ein ingenieurwissenschaftliches Studium der Elektrotechnik an der Universität Genua abgeschlossen hatte, arbeitete er als Wissenschaftler beim Elektronikunternehmen Elsag-Bailey.

### Parteien

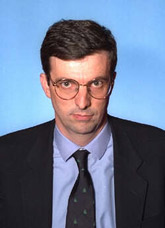
Burlando im Jahr 1996

Schon jung kam er mit der Politik in Berührung. So trat er in die Kommunistische Partei Italiens (PCI) ein und war von 1989 bis 1990 Sekretär der genuesischen Abteilung der Partei. Mit der PCI wandte er sich 1991 vom Kommunismus ab und wurde Mitglied der Partito Democratico della Sinistra (PDS; Demokratische Linkspartei). Von 1994 bis 1996 gehörte er als Verantwortlicher für die Lokalbüros dem Parteivorstand an. Nach dem Übergang der Partei in die Democratici di Sinistra (DS) wurde er zum Wirtschaftsbeauftragten ernannt. Am 14. Oktober 2007 wurde er in die konstituierende Generalversammlung der Partito Democratico gewählt. Er war Mitglied in der Kommission, die das Manifest der Werte der neuen Partei verfasste.

### Lokalpolitik
Noch als Mitglied der Kommunistischen Partei war er von 1981 bis 1993 Mitglied des Gemeinderates seiner Heimatstadt Genua. Von 1983 bis 1985 war er zudem Beigeordneter für Transportwesen. In Folge wurde er zum stellvertretenden Bürgermeister ernannt (1990–1993) und am 3. Dezember 1992 schließlich zum Bürgermeister der Stadt Genua gewählt. Am 19. Mai 1993 wurde Claudio Burlando verhaftet und musste vom Bürgermeisteramt zurücktreten. Er war in den Verdacht geraten, in einige Bestechungsskandale verwickelt zu sein. Mit dem abschließenden Urteil vom 27. Januar 1997 wurde er jedoch von jeder Schuld freigesprochen.

### Nationale Politik
1996 wurde Claudi Burlando als PDS-Abgeordneter in die Abgeordnetenkammer gewählt und vom damaligen Ministerpräsidenten Romano Prodi zum Verkehrsminister ernannt. Während seiner Tätigkeit als Minister wurde er mehrfach für den maroden Zustand der staatlichen Eisenbahn Ferrovie dello Stato kritisiert.

### Präsident der Region Ligurien
Bei den Wahlen vom 3. und 4. April 2005 wurde Claudio Burlando als Kandidat des Mitte-links-Bündnisses L’Unione mit 52,6 % der Stimmen zum Präsidenten der Region Ligurien gewählt. Gegenkandidat des Mitte-rechts-Bündnisses war der Amtsinhaber Sandro Biasotti (Forza Italia). Die Entwicklung der Hightech-Zone Erzelli in der Nähe des Flughafens Genua geht auf die Initiative Claudio Burlandos zurück. Bei der Regionalwahl im März 2010 – bei der sich das Duell gegen Biasotti wiederholte – gelang Burlando mit 52,1 % die Wiederwahl. 2015 trat er nicht mehr an.